# ルイス・ウェイド・サリヴァン
ルイス・ウェイド・サリヴァン（Louis Wade Sullivan, 1933年11月3日 - ）はアメリカ合衆国の医師・政治家。モアハウス医科大学院の創設に携わり、ジョージ・H・W・ブッシュ政権で5代目アメリカ合衆国保健福祉長官を務めた。

## 生い立ち
1933年11月3日にジョージア州アトランタにおいて誕生した。サリヴァンは生後間も無く、両親と共にジョージア州の地方都市ブレイクリーに移住した。両親はブレイクリーで仕事に就いたが、ブレイクリーには教育環境が良好とは言えなかった。そのため両親は、サリヴァンを弟のウォルターとともにアトランタの知人の家に預け、よりよい教育の機会を与えた。
サリヴァンはアトランタ市内の公立学校で初等教育を受け、モアハウス大学へ進学した。サリヴァンは1954年にモアハウス大学を優等で卒業し、医学の学位を取得した。サリヴァンはボストン大学医科大学院へと進み、1958年に医学博士号を取得した。サリヴァンは内科学及び血液学の専門家として認定を受けた。サリヴァンはワイルコーネル医科大学院で1958年から1959年まで研修医として勤務した。

## 教育職

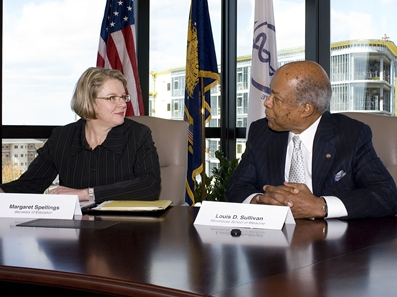
モアハウス医科大学の学部長として会議に参加するサリヴァン（右）。左はマーガレット・スペリングス教育長官。

サリヴァンは1960年から1961年までマサチューセッツ総合病院で研究員として勤務した。サリヴァンは1961年から1964年までハーバード大学医科大学院のソーンダイク記念研究所で研究員として勤務した。サリヴァンは1963年から1964年までハーバード大学医科大学院で講師を務めた。サリヴァンは1964年から1966年までシートン・ホール大学で医学部の准教授を務めた。サリヴァンは1966年から1975年までボストン大学医科大学院で血液学及び生理学の教授を務めた。
サリヴァンはモアハウス大学の卒業生とともに、医科大学院の設立を試みた。サリヴァンは医科大学院の設立の先頭に立った。1975年、モアハウス大学の一部として医科大学院が創設された。サリヴァンはモアハウス大学医科大学院で教授となった。1978年、サリヴァンはモアハウス大学医科大学院の学部長に任命された。加えてサリヴァンは、モアハウス大学から独立した機関としての医科大学院を創設するための担当部長としても任命を受けた。そして1981年にモアハウス医科大学院が創設されると、サリヴァンは学長として就任した。以後サリヴァンはモアハウス医科大学院の学長を1999年まで務めた。

## 保健福祉長官

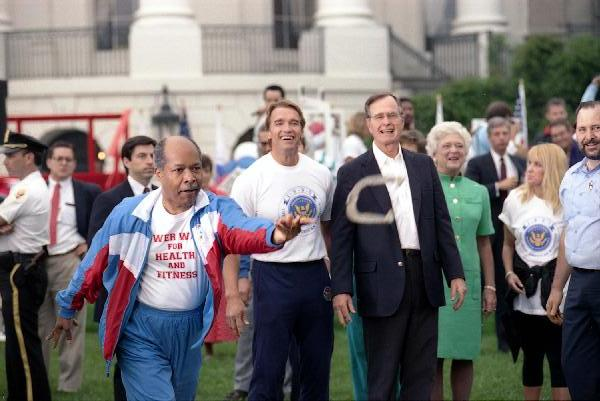
グレート・アメリカン・ワークアウトの開会式典に参加するサリヴァン

1989年、サリヴァンはジョージ・H・W・ブッシュ大統領から保健福祉長官として任命を受けた。サリヴァンはモアハウス医科大学院の学長職を一時的に離れ、ジョージ・H・W・ブッシュ大統領の任期末となる1993年1月20日まで保健福祉長官を務めた。サリヴァンは保健福祉長官として、保健及び福祉に関する内国行政の管理と、食品及び医薬品に関する安全性の管理を行った。サリヴァンはまた、内国民に対する所得安定のためのプログラムや、医学研究の推進などを行った。

## 家族
父親は同名のウォルター・ウェイド・サリヴァン (Walter Wade Sullivan) で、葬儀屋を務めていた。母親はリュバーダ・エリザベス・プリースター (Lubirda Elizabeth Priester) で、教師を務めていた。
サリヴァンは1955年9月30日に弁護士のイヴ・ウィリアムソン (Eve Williamson) と結婚した。サリヴァンはイヴとの間に子供を3人もうけた。
- 長男 ポール(Paul)
- 長女 シャンタ (Shanta)
- 次男 ホールステッド (Halsted)